# Kore del Peplo

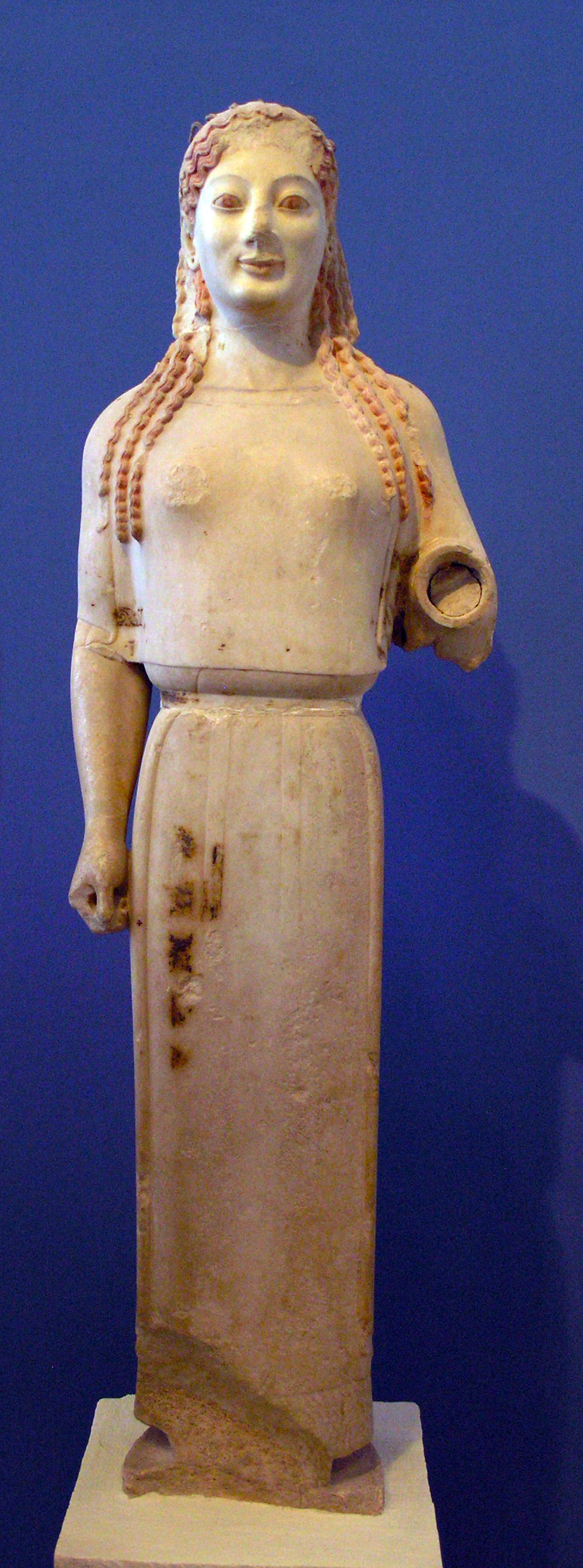
Imagen de la Kore del peplo, expuesta en el Museo de la Acrópolis, en Atenas.

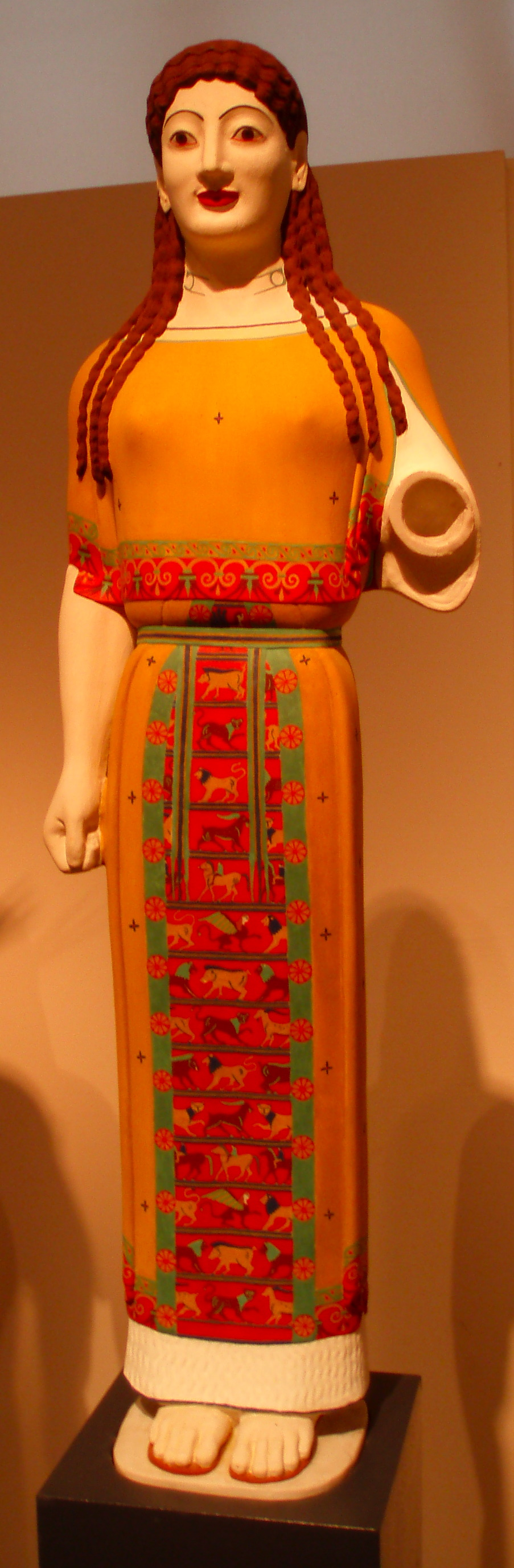
Reconstrucción con policromía de la Kore imitando el estilo de la diosa Atenea.

La Kore del peplo es una escultura tipo korai que data del año 530 a. C. y que fue esculpida por algún artista de los talleres de Ática, región de la Antigua Grecia, estando considerada como una de las obras maestras del período arcaico de Grecia.

## Hallazgo
La escultura fue hallada entre las ruinas de la Acrópolis de Atenas (Grecia).

## Simbología
La pieza representa a una kore, plural Korai (griego, Κόρη 'mujer joven'), una tipología escultórica de la Época Arcaica de la Antigua Grecia, que consiste en una estatua femenina en posición de pie, cuya versión masculina del mismo tipo se designa Kuros.
Su nombre se debe a que es la única kore que lleva un peplo dórico. La estatua tiene una muy ligera asimetría provocada al adelantar el brazo izquierdo. 

## Características
- Autor: Anónimo, (talleres de Ática). A la misma mano se le atribuye también el jinete Rampin y una cabeza del Museo de la Acrópolis. Los expertos atribuyen estas obras a Fedimo[1]
- Estilo: Período arcaico de Grecia con influencia dórica.
- Material: Mármol de Paros, con policromía.
- Altura: 120 centímetros.
- Atuendo de la escultura: peplo dórico y un quitón.

## Conservación
La pieza se expone de forma permanente en el Museo de la Acrópolis de Atenas, (Grecia).